# Galaktozémia
A galaktozémia egy ritka, örökletes autoszómális recesszív anyagcserebetegség, amely a galaktóz metabolizmust érinti.
Egy német belgyógyász, Friedrich Goppert (1870-1927) írta le először a betegséget 1917-ben, majd a defektus pontos okát a Herman Kalckar által vezetett csoport fedezte fel 1956-ban.
A galaktozémia incidenciája Európában 1/60’000 születés. A betegség kb. százszor gyakoribb az ír romák (Irish Travellers) körében, 1/480 születés.

## Galaktóz metabolizmus

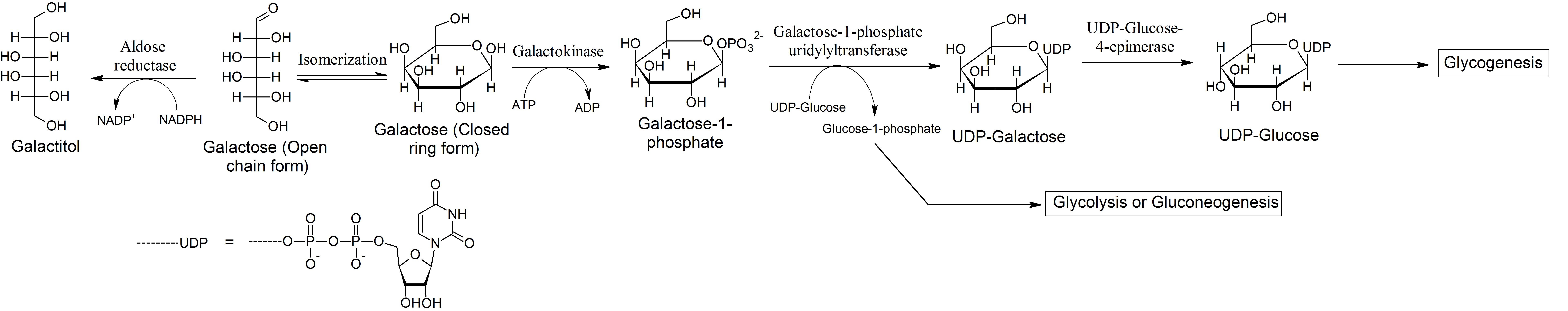
A galaktóz normális metabolizmusa

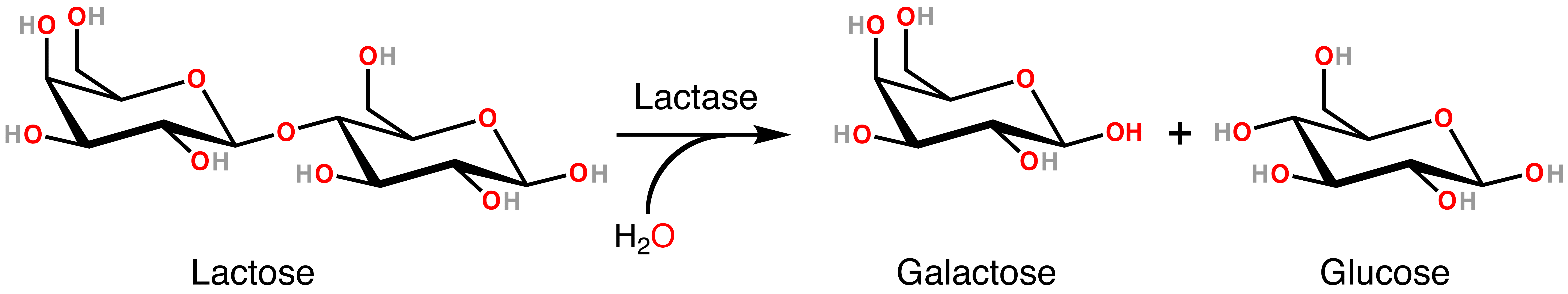
A laktáz enzim által katalizált reakció

A galaktóz egy diszacharidnak, a laktóznak az egyik komponense. A laktózt vagy tejcukrot a laktáz nevű enzim bontja glukózra és galaktózra. E két molekula közel azonos, a galaktóz a glukóz C4-es epimerje. Attól függően, hogy a galaktóz-metabolizmus mely enzime szenved defektust, a betegség különböző típusait különítjük el.

## Típusok

### 1-es típusú (klasszikus) galaktozémia
Galaktóz-1-foszfát uridil transzferáz (más néven UDP-glukóz:galaktóz-1-foszfát uridil transzferáz) hiány okozza. Az enzim által katalizált reakcióban galaktóz-1-foszfátból és UDP-glukózból keletkezik glukóz-1-foszfát és UDP-galaktóz.

### 2-es típusú galaktozémia
Galaktokináz defektus okozza. Az enzim hibája miatt a galaktóz nem tud galaktóz-1-foszfáttá alakulni, és így részt venni a további metabolikus folyamatokban, ezért a felhalmozódó galaktózt az aldóz-reduktáz nevű enzim galactitollá alakítja. A tünetekért a felhalmozódó galactitol a felelős. Erre a típusra jellemző a szürkehályog kialakulása.

### 3-as típusú galaktozémia
UDP-glukóz-4-epimeráz (más néven galaktóz-4-epimeráz) defektus okozza.

### Táblázatos összefoglalás
| Típus      | Betegség adatbázis | OMIM   | Gén   | Lókusz   | Enzim                                 | Név                                                                |
| ---------- | ------------------ | ------ | ----- | -------- | ------------------------------------- | ------------------------------------------------------------------ |
| 1-es típus | 5056               | 230400 | GALT  | 9p13     | galaktóz-1-foszfát uridil transzferáz | klasszikus galaktozémia                                            |
| 2-es típus | 29829              | 230200 | GALK1 | 17q24    | galaktokináz                          | galaktokináz deficiencia                                           |
| 3-as típus | 29842              | 230350 | GALE  | 1p36-p35 | UDP-galaktóz epimeráz                 | galaktóz epimeráz deficiencia, UDP galaktóz 4 epimeráz deficiencia |

## Galaktóz felhalmozódás

### Redukció galaktitollá
Galaktozémiás betegekben a felhalmozódott galaktóz az aldóz reduktáz enzim szubsztrátja lesz, amely egy cukoralkohollá, galaktitollá alakítja. A galaktóz metabolizmus következő enzime, a polyol dehidrogenáz nem fogadja el szubsztrátként a galaktitolt, így az felhalmozódik a szövetekben, majd kiválasztódik a vizeletben, ez vizeletvizsgálattal kimutatható. A galaktitol felhalmozódásnak tulajdonítják a galaktozémia negatív hatásait. A galaktitol magas koncentrációja mindhárom típusú galaktozémiára jellemző.

### Oxidáció galaktonáttá
A felhalmozódott galaktóz elindulhat egy alternatív reakcióúton: galaktonáttá oxidálódik. Ennek pontos mechanizmusa még nem tisztázott, bár friss tanulmányok szerint a galaktóz dehidrogenáz nevű enzim a felelős a galaktóz galaktonolaktonná való alakításában, amely utána spontán, enzimatikusan galaktonáttá alakul. A képződött, jelentős mennyiségű galaktonát belép a pentóz-foszfát útba. A galaktonát felhalmozódása kevésbé ártalmas, mint a galaktitolé.

## Diagnózis
A betegség számos laboreltéréssel diagnosztizálható, illetve fizikális, szemészeti és neurológiai eltéréseket is okoz. Kimutatható vérből, illetve vizeletből is. A laborvizsgálat során a fent említett három enzimre szűrik a pácienst. Amennyiben az egyik hiányzik, a diagnózis pozitív. Magyarországon kötelező az újszülöttek galaktozémiára való szűrése (sarokból vett vérmintával). Továbbá lehetőség van az enzimhiány méhen belüli (intrauterin) kimutatására is, bár kérdéses, hogy a kimutatott enzimhiány mennyiben indokolja a művi terhességmegszakítást.

### Jellemző laboratóriumi leletek
Alacsony vércukorszint (hipoglikémia), a vizeletben fokozott aminosav-ürítés, a vérből kimutatható enzimhiány, DNS-vizsgálattal kimutatható génhiba.

### Fizikális vizsgálatokkal kimutatható jelek
Májmegnagyobbodás (hepatomegália), szabad hasűri folyadék (ascites), májzsugorodás (cirrhosis).

### Jellemző szemészeti lelet
Szürkehályog (cataracta).

### Neurológiai leletek
Értelmi fogyatékosság.

## Kezelés
Megfelelő életvitellel jó életkilátásai vannak a páciensnek. A galaktozémiában szenvedő betegnek minden tejtartalmú ételt kerülnie kell. Csecsemőket hús- vagy szójaalapú, tejcukormentes tápszerrel kell táplálni. A nem  diagnosztizált, tejjel táplált csecsemők egy éven belül meghalnak. A tejfogyasztási tilalom egész életre szól.

## Fordítás
- Ez a szócikk részben vagy egészben  a   Galactosemia című angol Wikipédia-szócikk ezen változatának fordításán alapul.  Az eredeti cikk szerkesztőit annak laptörténete sorolja fel. Ez a jelzés csupán a megfogalmazás eredetét és a szerzői jogokat jelzi, nem szolgál a cikkben szereplő információk forrásmegjelöléseként.